# Saprinus amethystinus
Saprinus amethystinus es una especie de escarabajo del género Saprinus, familia Histeridae. Fue descrita científicamente por Lewis en 1900.
Se distribuye por Australia. Es ovalado, dorsalmente convexo, ventralmente bastante aplanado, pronoto oscuro con brillo metálico de bronce; élitros de color marrón claro, resto de élitros más oscuro.